# Lujuria, precaución
Lujuria, precaución (chino: 色戒; pinyin: Sè, Jiè; Lust, Caution, en inglés) es una novela de la escritora china Eileen Chang, publicada en 1979. La historia tiene lugar en Shanghái y en Hong Kong, República de China, durante la segunda guerra sino-japonesa. A la autora le tomó más de dos décadas terminarla. La novela fue llevada al cine con el mismo título en inglés: Lust, Caution, dirigida por Ang Lee. La novela se basa en la historia real de Zheng Pingru, una espía en tiempos de guerra. Según David Der-wei Wang, profesor de literatura china en la Universidad de Harvard, generó controversias debido a que el relato "parece proyectar la propia experiencia de guerra de Chang como amante de un colaborador”.

## El manuscrito original
En 2008, la revista Muse, de Hong Kong, publicó un manuscrito inédito en inglés de Eileen Chang, titulado El Espía or Ch'ing Kê! Ch'ing Kê !. Se trataba de un borrador anterior de Lujuria, precaución. El manuscrito data de la década de 1950. Según un artículo del Southern Metropolis Daily, Chang entregó todas sus posesiones a Stephen Soong y a su esposa Mae Fong Soong en Hong Kong, pero luego murieron. Su hija Elaine y su hijo, el traductor chino-estadounidense Roland Soong, heredaron la obra literaria de Chang. Un artículo en línea en The New York Times revela que Roland Soong "fue abordado para hacer una película" al regresar a Hong Kong en 2003. Soong decidió publicar el manuscrito, entonces, la adaptación cinematográfica de 2007 llegó a los cines.
El título de la obra finalmente adoptado fue Lust, Caution. El carácter para "lujuria" (色, sè) puede leerse como "color", mientras que "precaución" (戒, jiè) puede leerse como "anillo". Por lo tanto, el título puede interpretarse como "anillo de color", objeto que resulta relevante en la historia.

## Resumen

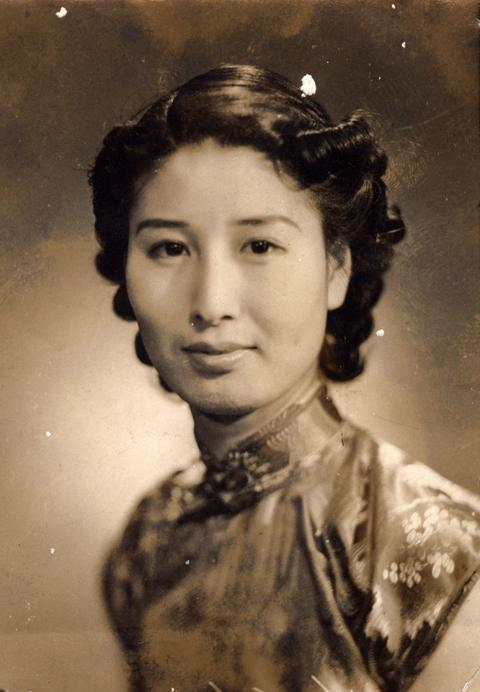
La espía china ejecutada Zheng Pingru, considerada el prototipo para Wang Chia-chih.

Durante el régimen títere japonés, Guangzhou cayó y la Universidad Lingnan se mudó a Hong Kong. Wang Jiazhi era un miembro clave del club de teatro. El traidor Yi llegó a Hong Kong con Wang Jingwei. El compañero de clase de Wang Jiazhi, Kwong Yumin, y uno de los ayudantes del señor Yi eran compañeros y se enteraron de la noticia por accidente. Por capricho, los apasionados jóvenes decidieron preparar una trampa para apuñalar al señor Yi, y finalmente seleccionaron a Wang Jiazhi para que se acercara al señor Yi.
Wang Jiazhi es una mujer pequeña. Está enamorada en secreto de Kuang Yumin, pero Kuang Yumin es indiferente. "Beauty Tactics" es realmente para jugar, aunque es esencialmente un juego apasionado de los jóvenes. Para "corromper" al Sr. Yi, Wang Jiazhi tuvo que cultivar la "experiencia sexual" de antemano, por lo que tuvo una relación con Liang Runsheng, un compañero de clase que tenía experiencia en la prostitución. Las risitas de los compañeros, por el contrario, están con el anciano y calvo Sr. Yi, con el fin de ganar catarsis interior y liberación, "porque todo tiene un propósito". Nunca imaginé que el Sr. Yi regresaría repentinamente a Shanghái y el plan de asesinato sería abortado. Después del incidente de Pearl Harbor, la escuela se mudó de nuevo a Shanghái, pero Wang Jiazhi se quedó en Hong Kong porque no quería volver a enfrentarse al pasado. Dos años más tarde, los compañeros la llamaron nuevamente para completar su inconclusa carrera de asesinatos en Shanghái. La novela se desarrolló después de que Wang Jiazhi llegó a Shanghái y apareció en el juego de cartas de la Sra. Yi y sus "novias" bajo el disfraz de "Sra. Mai". Wang Jiazhi tiene la intención de llevar al Sr. Yi al lugar del asesinato esta noche con el pretexto de "reparar pendientes": una joyería. Ansiosa, se marcha con excusas y espera al Sr. Yi en un café en Nanjing Road. Durante el ansioso período de espera, los estados de ánimo complicados anteriores se apoderaron de su mente. Wang pensó en las escenas ambiguas de Yu Yi y la experiencia de los últimos dos años. Su corazón estaba confuso e inseguro. Finalmente, llegó el Sr. Yi. Aunque era cruel e intrigante, no podía pensar que el amante que había estado con él en secreto durante dos años fuera  un asesino.

## Los personajes

### Grupo radical estudiantil y seguidores
- Wang Chia-chih / Wang Jia-zhi (Mai Tai-tai): Estudiante y principiante de actriz convertida en espía y asesina, haciéndose pasar por esposa del señor Mai, un empresario de Hong Kong. Su tarea es hacerse amiga de la señora Yee y seducir al señor Yee.
- Au-yeung Ling-Hombre / Ou-yang Ling-wen  (señor Mai): Un empresario de Hong Kong que se enriqueció a partir de la bancarrota generada por el bombardeo del Puerto Pearl y la caída de Hong Kong. Su identidad como espía es señor Mai.
- Kwong Yu-Hombre / K'uang Yu-Min: El dirigente del grupo de estudiantes que conspiran para el asesinato, primo de la familia de Mai. De la misma región que uno de los asesores de Wang Ching-wei, de quien extrae información valiosa sobre el círculo interior de Wang.
- Wong Leui / Huang Lei: El miembro más rico del grupo radical estudiantil. Es el miembro único que puede conducir, sirve como  chófer. Inicialmente financia la misión hasta su padre le echa fuera.
- Leung Yeun-Cantó / Liang Corrido-Sheng: El miembro único del grupo quien ha estado dentro de un burdel. Está implicado que debido a su experiencia,  tiene sexo con Chia-chih para entrenarle para seducir Señor Yee.
- Ng / Wu: Un revolucionario subterráneo. Un miembro del antimovimiento de resistencia subterráneo japonés -quien está basado en Shanghái.

### Los colaboradores
- Señor Yee / señor Yi: El esposo de la señora Yee y asesor de Wang Ching-wei. Es el objeto político. Es seducido por Chia-chih/la señora Mar.
- Wang Ching-wei / Wang Jing-wei: Basada en la figura histórica Wang Jingwei. Wang formó un gobierno colaboracionista chino en Nanking, ocupada por los japoneses entre 1940 y 1944.
- Señora Yee / señora Yi: La esposa del señor Yee, quien tiene una posición social buena y riqueza material. Tiene un grupo de amigas.
- La señora Ma y la señora Liao: Miembros del séquito de la señora Yee, más interesadas en el estatus social y en las cosas materiales.

## Los temas

### Conformismo o individualismo
Adaptarse al grupo significaba que Chia-Chih tenía que hacer lo que se esperaba de ella. Siendo la figura central en el complot de asesinato, su tarea es hacerse amiga de los Yees y seducir al señor Yee. Ella sigue su guion asignado religiosamente, sin dudarlo incluso cuando fue condenada al ostracismo por su cómplice por sus supuestos encuentros sexuales.
Sin embargo, la preferencia de Chia-Chih del amor sobre la política sirve como desafío al patriotismo y al nacionalismo. Al final del viaje del asesinato, se encuentra en un conflicto. Ella elige no traicionar al señor Yee. En el epílogo de Julia Lovell, "Chang creó por primera vez una heroína directamente arrastrada por la política patriótica radical de la década de 1940, trazando su explotación en nombre del nacionalismo y su abandono impulsivo de la causa por un amor ilusorio". En la historia, Chang afirma que se debe dar prioridad al individualismo sobre el nacionalismo. Según el académico Yao Sijia, esta es una noción radical en comparación con la creencia convencional de que los individuos están subordinados a la nación.

### Mujer fatal
Lujuria, precaución describe la historia de Wang Chia-Chih y de cómo seduce al señor Yee. Chia-Chih usa su juventud y su belleza para atrapar al señor Yee y ayuda a planear su asesinato. El rico miembro de la compañía, Huang Lei, financia la costosa parcela donde Chia-Chih actúa como la señora Mak, la esposa de un rico empresario. Inicialmente se hace amiga de la señora Yee, la esposa del señor Yee, para acercarse a su esposo. Los dos protagonistas finalmente comienzan una aventura que pone en marcha el asesinato planeado en una joyería.

### El amor
La atracción sensual entre los dos protagonistas se convierte en una conexión más profunda y peligrosa. En la escena de la joyería, Chia-Chih reflexiona sobre si se había enamorado del Sr. Yee. Ella le informa de la inminente emboscada y el Sr. Yee esquiva el ataque. Es concebible que su desaparición moleste a Chia-Chih. El señor Yee afirma que ella lo amaba, pero firma su ejecución para evitar preguntas sobre su vida y proteger su reputación. En la novela, la lujuria juega un papel vital en la representación del amor como una mercancía que es fácilmente intercambiable y desechable.

### El materialismo
Chang utiliza los diálogos y las narraciones detalladas de extravagancia para explorar el materialismo. Por ejemplo, los personajes adinerados usan cadenas de oro para atar sus capas. La autora elige cadenas preciosas para retratar el deseo de hacer alarde de riqueza. El señor Yee decide comprar un anillo de diamantes para Chia-Chih en lugar de una gema para sus pendientes. El atractivo del anillo es la vanidad y refleja la percepción del amor de Chia-Chih que la deja aplastada. Además, la descripción de vestidos femeninos, joyas y una lujosa cortina en la residencia del señor Yee son todos símbolos de riqueza y de poder en una nación asolada por la guerra.

## El estilo literal
Lujuria, precaución se puede clasificar como un romano à clef en el que elementos de la vida y las emociones de Chang se integran en la novela. La falacia romántica de Wang Chia-Chih es paralela a la relación de Chang con su primer marido, Hu Lan-cheng, quien fue denunciado como traidor por servir a un funcionario de propaganda en el régimen de Wang Jingwei.
Eileen Chang usa una técnica narrativa poco convencional en Lujuria, Precaución. Está escrito en tercera persona intercalado con diálogos. Los pensamientos internos de los personajes son expresados por el narrador. Aunque esos pensamientos se introducen de forma abrupta, los lectores pueden descifrar a quién pertenecen. Según la académica Nicole Huang, el estilo de escritura de Chang toma prestado del “reino ilusorio entre la memoria y la realidad, breves momentos entre el pasado y el presente, las intersecciones entre la vida y el trabajo, la ficción y la poesía, los movimientos escénicos y la vida cotidiana”.

## La adaptación
La adaptación de Ang Lee suscitó controversias, por el sexo y el nacionalismo. Peng y Dilly concluyeron así: “Aún más controvertida fue la 'política erótica' de la película: el sexo tórrido entre la espía y la colaboradora, solo vagamente implícito en la historia de Chang, se convirtió en tres escenas de sexo explícito con efectos visuales y viscerales acompañantes; la desnudez frontal total de la protagonista femenina desencadenó un furioso infierno de críticas en Internet en China".

## La autora
Eileen Chang, escritora china moderna cuyo nombre real es Zhang Ying, nació el 30 de septiembre de 1920 en una mansión de estilo occidental construida a finales de la dinastía Qing en el número 313 de Maigen Road, en el distrito occidental de la concesión pública de Shanghái. Eileen Chang tiene antecedentes familiares prominentes, su abuelo Zhang Peilun fue un funcionario famoso a finales de la dinastía Qing, y su abuela Li Juhou era la hija mayor del importante funcionario judicial Li Hongzhang. Eileen Chang escribió una gran cantidad de obras literarias a lo largo de su vida: novelas, ensayos, guiones de películas y tratados literarios, y sus cartas también se estudian como parte de su trabajo. En 1944, se enamoró del escritor Hu Lancheng. En 1973, se instaló en Los Ángeles. El 8 de septiembre de 1995, se descubrió que falleció (arterioesclerosis y enfermedad cardiovascular) en un departamento de Rochester Avenue, en Westwood, California. Tenía 75 años.[cita requerida]